# Streptomycine
Streptomycine is het eerste antibioticum uit de groep van de aminoglycosiden. Streptomycine werd in 1943 geïsoleerd door Selman A. Waksman, Albert Schatz en Elizabeth Bugie voor welke ontdekking Waksman in 1952 de Nobelprijs voor geneeskunde ontving.
De stof is opgenomen in de lijst van essentiële geneesmiddelen van de WHO.

## Geschiedenis
Waksman is geboren in 1888 in de buurt van Kiev en emigreerde na de middelbare school naar Amerika. Hij overleed in 1973. Hij wijdde zijn laboratorium aan het op goed geluk in alle combinaties bij elkaar plaatsen van Actinomyces-stammen en ziekteverwekkers (de shotgun approach genoemd) om uit te zoeken welke stam een stof zou produceren waar een ziekteverwekker door bestreden zou worden. Bijzondere aandacht ging daarbij uit naar Mycobacterium tuberculosis, de verwekker van de tuberculose. Waksman vreesde die ziekteverwekker dermate, dat hij in 1943 zijn nieuwe werknemer Albert Schatz in een afgelegen kelder liet werken waar zelfs Waksman nooit kwam. Schatz had succes met de stam Actinomyces griseus (later Streptomyces griseus genoemd), maar later claimde Waksman de ontdekking geheel voor zichzelf.

## Microbiologie
Streptomycine is afkomstig van de myceliumvormende bacterie Streptomyces griseus. Het antibioticum verstoort de werking van mRNA waardoor verkeerde aminozuren worden gebruikt bij de productie van eiwitten: 
Streptomycine is een inhibitor van de proteïnesynthese. Het bindt met het 16S rRNA van de 30S subunit van het bacteriële ribosoom, waar het de binding van formyl-methionyl-tRNA met de 30S subunit verhindert. Dit leidt tot foute lezing van het codon, inhibitie van de proteïnesynthese en zo tot de dood van de bacteriële cel. Het precieze mechanisme is echter nog niet gekend. Men speculeert dat de binding van streptomycine de binding de 50S ribosoom-subunit met de mRNA-streng beïnvloedt, wat tot een instabiel ribosoom-mRNA-complex leidt. Dit zorgt voor een frameshift mutation, en een defectieve proteïnesynthese, wat tot celdood leidt.
Streptomycine kan worden gebruikt ter bestrijding van infecties door onder meer:
- Escherichia coli;
- Yersinia pestis (die de pest veroorzaakt);
- Mycobacteria zoals de verwekker van tuberculose (Mycobacterium tuberculosis);
- Klebsiella pneumoniae;
- Shigella gallinarum;
- Salmonella scottmuleri (een veroorzaker van voedselinfectie);
- Brucella abortus en Proteus vulgaris (beiden verantwoordelijk voor urineweginfecties).

Samengevat Gramnegatieve bacteriën en mycobacteriën

## Bijwerkingen
Net als andere aminoglycosiden kan streptomycine schade toebrengen aan het binnenoor. Omdat het middel niet via het spijsverteringskanaal wordt opgenomen, moet het per injectie (intramusculair) worden toegediend. In Nederland is streptomycine niet meer geregistreerd. Het middel is verdrongen door nieuwere aminoglycosiden met minder bijwerkingen. Bij de behandeling van tuberculose heeft ethambutol meestal zijn plaats ingenomen. Wereldwijd wordt het echter nog veel gebruikt.

## Overige toepassingen
Streptomycine wordt ook binnen de diergeneeskunde gebruikt. Verder is streptomycine in gebruik als pesticide (tegen onder meer bacterievuur), al is dat sinds maart 2004 binnen de EU verboden.